# Мигулёв, Дмитрий Владимирович
Дми́трий Влади́мирович Мигулёв (род. 21 марта 1984 года, Кирово-Чепецк, Кировская область, РСФСР, СССР) — российский  хоккеист, выступавший за клубы хоккейных лиг России, Казахстана и Украины.

## Биография
Родился 21 марта 1984 года в Кирово-Чепецке. Воспитанник ДЮСШ местного хоккейного клуба «Олимпия». Игровую карьеру начал в 2003 году в клубах высшей лиги чемпионата России — сначала в саратовском «Кристалле», затем в кирово-чепецкой «Олимпии», провёл 57 матчей. В сезоне 2007/2008 играл за фарм-клуб тольяттинской «Лады» (на правах аренды 2 игры провёл за орский «Южный Урал»). В следующем сезоне вернулся в «Олимпию».
С 2009 года играл в клубах КХЛ (Казахской хоккейной лиги) — сатпаевском «Казахмысе» и темиртауском «Арыстане». В 2011—2012 годах участвовал в чемпионате Украины — сначала в ХК «Харьков», а после его роспуска — в клубе «Харьковские Лисы», начавшем выступать в образованной Профессиональной хоккейной лиге Украины .
Сезон 2011/2012 завершил в Казахстане, где выступал за руднинский «Горняк», после чего прекратил профессиональную карьеру.
Ранее, в сезоне 2000/2001 был приглашён в сборную команду региона Поволжья, в составе которой участвовал в финальном турнире регионов страны. В настоящее время продолжает играть в кирово-чепецкой команде любительской хоккейной лиги «Сбербанк».